# Lie Jin Youxi
Lie Jin Youxi (xinès simplificat: 猎金游戏, pinyin: Liè jīn yóuxì, literalment 'El joc de la caça de l'or'; anglès: 'A Gilded Game') és una pel·lícula d'acció xinesa de 2025 produïda per Universe i AMTD Digital, dirigida per Herman Yau, produïda per Andy Lau, Lam Siu Keung i Calvin Choi, protagonitzada per Andy Lau i Au Ho, amb aparició especial de Ni Ni, i protagonitzada per Jiang Mengjie, i Huang Yi. La pel·lícula, produïda a Hong Kong, es va estrenar a la Xina continental l'1 de maig de 2025.

## Trama
Explica la història d'una estafa financera mundial, com l'analista en cap i gurú de les finances, Zhang Tode, i el seu millor estudiant financer, Gao Han, publiquen notícies falses per atraure els inversors a comprar accions i la conspiració que hi ha darrere.

## Producció
La pel·lícula va ser dirigida i escrita per Herman Yau, i protagonitzada per Andy Lau, Ou Hao i altres actors.
Es va anunciar que la pel·lícula seria rodada el 13 de juny de 2022, i el rodatge va començar el 21 d'octubre del mateix any, i es va completar el 24 de novembre. Fou estrenada el cap de setmana de l'1 de maig, una de les dates grosses per a estrenes cinematogràfiques a la Xina.